# Superior (Iowa)
Superior és una població dels Estats Units a l'estat d'Iowa. Segons el cens del 2000 tenia 142 habitants.

## Demografia
Segons el cens del 2000, Superior tenia 142 habitants, 57 habitatges, i 40 famílies. La densitat de població era de 130,5 habitants/km².
Dels 57 habitatges en un 28,1% hi vivien nens de menys de 18 anys, en un 61,4% hi vivien parelles casades, en un 3,5% dones solteres, i en un 29,8% no eren unitats familiars. En el 24,6% dels habitatges hi vivien persones soles el 15,8% de les quals corresponia a persones de 65 anys o més que vivien soles. El nombre mitjà de persones vivint en cada habitatge era de 2,49 i el nombre mitjà de persones que vivien en cada família era de 3,03.
Per edats la població es repartia de la següent manera: un 26,1% tenia menys de 18 anys, un 7% entre 18 i 24, un 26,1% entre 25 i 44, un 26,8% de 45 a 60 i un 14,1% 65 anys o més.
L'edat mediana era de 40 anys. Per cada 100 dones de 18 o més anys hi havia 105,9 homes.
La renda mediana per habitatge era de 35.000 $ i la renda mediana per família de 39.250 $. Els homes tenien una renda mediana de 28.333 $ mentre que les dones 21.250 $. La renda per capita de la població era de 25.486 $. Cap de les famílies i el 3,3% de la població estaven per davall del llindar de pobresa.

## Poblacions més properes
El següent diagrama mostra les poblacions més properes.